# Aurelle-Verlac
Aurelle-Verlac est une ancienne commune française située dans le département de l'Aveyron, en région Occitanie, devenue, le 1er janvier 2016, une commune déléguée de la commune nouvelle du Saint-Geniez-d'Olt-et-d'Aubrac.

## Géographie

### Site
Commune située dans le Massif central en Aubrac, elle est essentiellement composée de vallées profondes où coulent des boraldes — notamment le Merdanson et le ruisseau de Mardonenque — du plateau de l'Aubrac vers le Lot. Le point culminant du département se trouve être le flanc ouest du signal de Mailhe-Biau. Aurelle-Verlac est située en zone Natura 2000 du plateau central de l'Aubrac aveyronnais,.

## Politique et administration
| Période                                  | Période  | Identité         | Étiquette | Qualité     |
| ---------------------------------------- | -------- | ---------------- | --------- | ----------- |
| 2001                                     | 2008     | Paul Gardes      | UMP       |             |
| 2008                                     | En cours | Jean-Pierre Niel | DVD       | Agriculteur |
| Les données manquantes sont à compléter. |          |                  |           |             |

## Démographie
L'évolution du nombre d'habitants est connue à travers les recensements de la population effectués dans la commune depuis 1793. À partir du 1er janvier 2009, les populations légales des communes sont publiées annuellement dans le cadre d'un recensement qui repose désormais sur une collecte d'information annuelle, concernant successivement tous les territoires communaux au cours d'une période de cinq ans. 
Pour les communes de moins de 10 000 habitants, une enquête de recensement portant sur toute la population est réalisée tous les cinq ans, les populations légales des années intermédiaires étant quant à elles estimées par interpolation ou extrapolation. Pour la commune, le premier recensement exhaustif entrant dans le cadre du nouveau dispositif a été réalisé en 2005,.
En 2013, la commune comptait 163 habitants, en évolution de −5,78 % par rapport à 2008 (Aveyron : +0,58 %, France hors Mayotte : +2,49 %).
| 1793  | 1800  | 1846  | 1851  | 1856  | 1861  | 1866  | 1872  | 1876  |
| ----- | ----- | ----- | ----- | ----- | ----- | ----- | ----- | ----- |
| 1 810 | 1 696 | 1 068 | 1 085 | 1 065 | 1 025 | 1 075 | 1 007 | 1 029 |

| 1881  | 1886  | 1891 | 1896 | 1901 | 1906 | 1911 | 1921 | 1926 |
| ----- | ----- | ---- | ---- | ---- | ---- | ---- | ---- | ---- |
| 1 022 | 1 048 | 990  | 971  | 896  | 903  | 832  | 726  | 705  |

| 1931 | 1936 | 1946 | 1954 | 1962 | 1968 | 1975 | 1982 | 1990 |
| ---- | ---- | ---- | ---- | ---- | ---- | ---- | ---- | ---- |
| 653  | 614  | 494  | 478  | 435  | 380  | 333  | 270  | 246  |

| 1999 | 2005 | 2010 | 2013 | - | - | - | - | - |
| ---- | ---- | ---- | ---- | - | - | - | - | - |
| 209  | 182  | 165  | 163  | - | - | - | - | - |

## Lieux et monuments
L'église Saint-Jacques de Verlac  Inscrit MH (1977) est de style roman et dépendait de l'abbaye de la Chaise-Dieu. Elle est située au centre du village, entourée d'un cimetière de poche, et construite à partir de matériaux locaux, schiste pour les murs, basalte, tuf et grès pour les pierres taillées. Son plan est constitué d'une simple nef à berceau brisé terminée par une abside en cul-de-four. Deux chapelles, de construction plus tardive, font office de transepts.
L'église Saint-Pierre d'Aurelle  Inscrit MH (1978) est la plus petite église romane de France. Elle a une histoire très singulière. En 1382, prétextant l'arrivée des Anglais, le marquis de Beaufort, baron d'Aurelle, détruit l'église. Excommunié, il se vit obligé par l'évêque du lieu de reconstruire l'église en un an. La nouvelle église, de 1384, a été reconstruite à l'intérieur du village avec les éléments anciens.
- Ferme fortifiée d'Aubignac[9].

- Croix de la Rode, qui aurait été érigée par les seigneurs de Peyre en 1377.

- Croix de la Berque[10] est située sur la draille qui monte de Mazes à la Croix des Vergnes. Elle a été posée en 1531, et elle marquait la limite de la baronnie d'Aurelle, entre les terres du dom[Note 2] d'Aubrac et du marquis de Canilhac. Elle porte sur l'une de ses faces une vierge à l'enfant très expressive bien que stylisée.

### Héraldique
| Blason d'Aurelle-Verlac | D'azur à un coquillage d'or accompagné en chef de deux étoiles aussi d'or et en pointe de cinq mouchetures d'hermine d'argent rangées en fasce. Il s'agit d'armes parlantes, l'or fait référence au nom, et l'argent aux mines d'argent. |